# Visconde de Massamá
Visconde de Massamá, é um título nobiliárquico criado por D. Luís I de Portugal, por Decreto de 29 de Janeiro de 1885, em favor de Nuno José Severo Ribeiro de Carvalho.
Titulares
1. Nuno José Severo Ribeiro de Carvalho, 1.º Visconde de Massamá.